# Communauté de communes Lure-Vançon-Durance
La communauté de communes Lure-Vançon-Durance est une ancienne communauté de communes française, située dans le département des Alpes-de-Haute-Provence en région Provence-Alpes-Côte d'Azur.

## Historique
La loi imposait un regroupement intercommunal mais les communes concernées ne voulaient ni rejoindre la communauté de communes du canton de Sisteron, ni celle de Moyenne Durance.
En conséquence, Aubignosc, Chateauneuf-Val-Saint-Donat, Montfort, Salignac et Sourribes décidèrent de s'associer.
Elles créèrent ainsi la communauté de communes Lure-Vançon-Durance en 2005.
Le schéma départemental de coopération intercommunale (SDCI) de 2011 prévoyait la fusion avec la communauté de communes de la Moyenne Durance, ainsi que le rattachement de la commune isolée des Mées. En outre, la commune de Peipin, qui appartenait à la communauté de communes précitée, présentait une enclave. La loi no 2010-1563 du 16 décembre 2010 de réforme des collectivités territoriales impose la suppression des enclaves et des discontinuités ; ainsi Peipin rejoint Lure-Vançon-Durance le 1er janvier 2014.
La loi no 2015-991 du 7 août 2015 portant nouvelle organisation territoriale de la République, dite « loi NOTRe », impose aux établissements publics de coopération intercommunale à fiscalité propre une population supérieure à 15 000 habitants, avec des dérogations, sans pour autant descendre en-dessous de 5 000 habitants. Avec une population municipale de 3 677 habitants en 2012, la communauté de communes Lure-Vançon-Durance ne peut pas se maintenir. Le SDCI, dévoilé en octobre 2015, proposait la fusion avec la communauté de communes de la Vallée du Jabron pour former la communauté de communes Jabron Lure Vançon Durance. L'ensemble, appelé « pôle Jabron-Lure », est acté sans vote lors de la commission départementale de coopération intercommunale du 21 mars 2016, préfigurant l'adoption de la deuxième version du SDCI le 25 mars.
La communauté de communes fusionnée prend le nom de « communauté de communes Jabron Lure Vançon Durance » par l'arrêté préfectoral du 13 décembre 2016, avec effet au 1er janvier 2017.

## Territoire communautaire

### Géographie
La communauté de communes est située au nord-ouest des Alpes-de-Haute-Provence, dans l'arrondissement de Forcalquier. Ses communes sont rattachées au bassin de vie de Sisteron.
Lure-Vançon-Durance « est assise au carrefour de la Durance et de la Bléone et régule les échanges » entre Marseille et Gap d'une part, et vers Digne-les-Bains et Nice d'autre part.
Elle bénéficie d'un accès autoroutier par l'A51 et la route nationale 85 (devenue route départementale 4085 sur la section comprise entre Sisteron, Peipin et l'échangeur autoroutier de l'A51 sur la commune d'Aubignosc).

### Composition
La communauté de communes contenait les communes d'Aubignosc, Châteauneuf-Val-Saint-Donat, Montfort, Peipin, Salignac et Sourribes.

### Démographie
| 1968  | 1975  | 1982  | 1990  | 1999  | 2008  | 2013  |
| ----- | ----- | ----- | ----- | ----- | ----- | ----- |
| 1 106 | 1 421 | 1 745 | 2 515 | 2 747 | 3 377 | 3 708 |

## Administration

### Siège
Le siège de la communauté de communes est situé à Salignac.

### Les élus
La communauté de communes est gérée par un conseil communautaire composé de membres représentant chacune des communes membres et élus jusqu'à la disparition de la structure intercommunale.

### Compétences
L'intercommunalité exerce des compétences qui lui sont déléguées par les communes membres :
- développement économique ;
- aménagement de l'espace ;
- environnement et cadre de vie ;
- voirie ;
- sanitaire et social ;
- production et distribution d'énergie ;
- développement et aménagement social et culturel ;
- logement et habitat.

### Régime fiscal et budget
La communauté de communes applique la fiscalité professionnelle unique.
- Total des produits de fonctionnement : 745 000 €, soit 340 € par habitant
- Total des ressources d’investissement : 232 000 €, soit 106 € par habitant
- Endettement : 256 000 €, soit 117 € par habitant[7].

## Sources
- Site sur la population et les limites administratives de la France
- Base nationale sur l'intercommunalité